# 쿠르퓌르스텐담

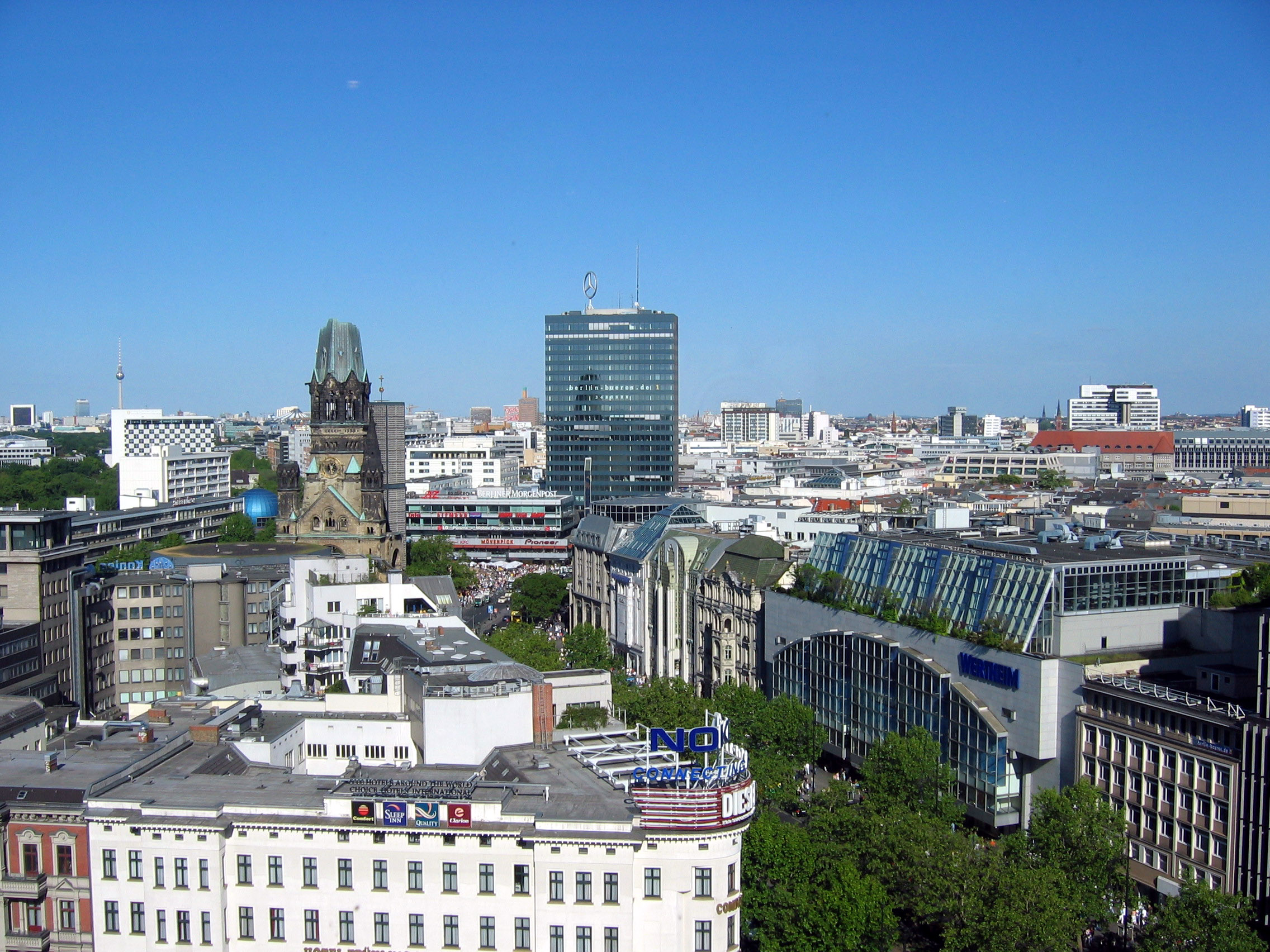
2003년 거리의 모습

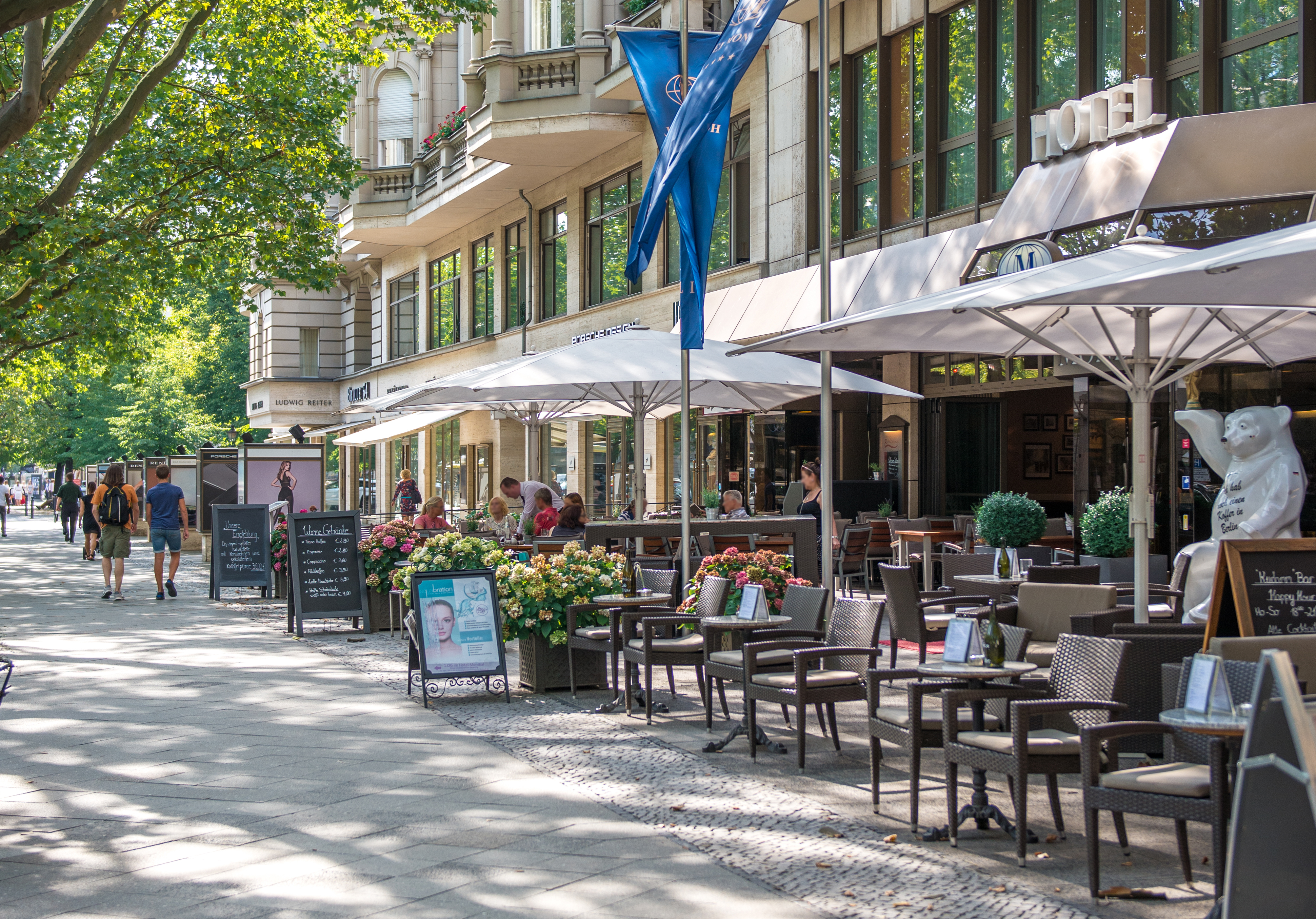
쿠르퓌르스텐담에 있는 레스토랑

쿠르퓌르스텐담(독일어: Kurfürstendamm)은 독일 베를린에 있는 주요 번화가 중 하나이다. 구어체적으로 쿠담(독일어: Ku'damm)이라고도 한다. 옛 서베를린의 상징인 카이저 빌헬름 기념 교회가 있는 브라이트샤이트플라츠에서 서남서쪽으로 연장되는 3.5km의 거리이며, 호텔·고급 상점·극장·레스토랑·카페 등이 즐비한 오락 중심지이다.